# KRC Genk in het seizoen 2018/19
Deze pagina beschrijft de prestaties van voetbalclub KRC Genk in het seizoen 2018/19.

## Spelerskern
| Nr.           | Naam                | Nationaliteit | Geboortedatum | Vorige club        |
| ------------- | ------------------- | ------------- | ------------- | ------------------ |
| Keepers       |                     |               |               |                    |
| 1             | Danny Vukovic       | Australië     | 27-03-1985    | Sydney FC          |
| 26            | Maarten Vandevoordt | België        | 26-02-2002    | /                  |
| 30            | Nordin Jackers      | België        | 05-09-1997    | /                  |
| Verdedigers   |                     |               |               |                    |
| 3             | Bojan Nastić        | Servië        | 06-07-1994    | FK Vojvodina       |
| 6             | Sébastien Dewaest   | België        | 27-05-1991    | Sporting Charleroi |
| 21            | Jere Uronen         | Finland       | 13-07-1994    | Helsingborgs IF    |
| 23            | Rubin Seigers       | België        | 11-01-1998    | /                  |
| 31            | Joakim Mæhle        | Denemarken    | 20-05-1997    | Aalborg BK         |
| 33            | Jhon Lucumí         | Colombia      | 26-06-1998    | Deportivo Cali     |
| 45            | Joseph Aidoo        | Ghana         | 29-09-1995    | Hammarby IF        |
| Middenvelders |                     |               |               |                    |
| 4             | Dries Wouters       | België        | 28-01-1997    | /                  |
| 15            | Ibrahima Seck       | Senegal       | 10-08-1989    | Waasland-Beveren   |
| 18            | Ruslan Malinovskyi  | Oekraïne      | 04-05-1993    | Sjachtar Donetsk   |
| 19            | Jakub Piotrowski    | Polen         | 04-10-1997    | Pogon Stettin      |
| 20            | Ivan Fiolić         | Kroatië       | 29-04-1996    | GNK Dinamo Zagreb  |
| 24            | Alejandro Pozuelo   | Spanje        | 20-09-1991    | Rayo Vallecano     |
| 25            | Sander Berge        | Noorwegen     | 14-02-1998    | Vålerenga IF       |
| 28            | Bryan Heynen        | België        | 06-02-1997    | /                  |
| 54            | Vladimir Screciu    | Roemenië      | 13-01-2000    | CSU Craiova        |
| Aanvallers    |                     |               |               |                    |
| 8             | Edon Zhegrova       | Albanië       | 31-03-1999    | STVV               |
| 9             | Marcus Ingvartsen   | Denemarken    | 04-01-1996    | FC Nordsjælland    |
| 10            | Mbwana Samatta      | Tanzania      | 23-12-1992    | TP Mazembe         |
| 11            | Joseph Paintsil     | Ghana         | 01-02-1998    | Ferencváros        |
| 14            | Leandro Trossard    | België        | 04-12-1992    | OH Leuven          |
| 77            | Dieumerci Ndongala  | Congo-Kinsh.  | 14-06-1991    | Standard Luik      |
| 93            | Zinho Gano          | België        | 13-10-1993    | KV Oostende        |

- Aanvoerder

### Technische staf
| Functie         | Naam              | Nationaliteit | Opmerking |
| --------------- | ----------------- | ------------- | --------- |
| Coach           | Philippe Clement  | België        |           |
| Assistent-coach | Jos Daerden       | België        |           |
| Assistent-coach | Domenico Olivieri | België        |           |
| Assistent-coach | Johan Van Rumst   | België        |           |
| Keeperstrainer  | Guy Martens       | België        |           |
| Physical coach  | Ruben Peeters     | België        |           |
| Video analist   | Peter Persoons    | België        |           |
| Team manager    | Pierre Denier     | België        |           |

## Transfers

### Zomer
| Naam                | Nationaliteit | Van/naar           | Type         |
| ------------------- | ------------- | ------------------ | ------------ |
| Inkomend            |               |                    |              |
| Joseph Paintsil     | Ghana         | Tema Youth         | Gekocht      |
| Vladimir Screciu    | Roemenië      | CSU Craiova        | Gekocht      |
| Jakub Piotrowski    | Polen         | Pogoń Szczecin     | Gekocht      |
| Dieumerci Ndongala  | Congo-Kinsh.  | Standard Luik      | Gekocht      |
| Zinho Gano          | België        | KV Oostende        | Gekocht      |
| Christophe Janssens | België        | MVV Maastricht     | Einde huur   |
| José Naranjo        | Spanje        | CD Leganés         | Einde huur   |
| Uitgaand            |               |                    |              |
| Omar Colley         | Gambia        | UC Sampdoria       | Verkocht     |
| Siebe Schrijvers    | België        | Club Brugge        | Verkocht     |
| Thomas Buffel       | België        | Zulte Waregem      | Transfervrij |
| Gaëtan Coucke       | België        | Lommel             | Verhuurd     |
| Dante Vanzeir       | België        | Beerschot Wilrijk  | Verhuurd     |
| Dieumerci Ndongala  | Congo-Kinsh.  | Standard Luik      | Einde huur   |
| Clinton Mata        | Angola        | Sporting Charleroi | Einde huur   |

## Uitrustingen
Shirtsponsor(s): Beobank / Carglass / Group Bruno / Federale verzekering

Sportmerk: Nike

## Oefenwedstrijden
Hieronder een overzicht van de oefenwedstrijden die KRC Genk tijdens het seizoen 2018/19 speelde.
| Datum      | Thuis/Uit | Tegenstander                 | Score | Doelpuntenmaker(s) KRC Genk                               |
| ---------- | --------- | ---------------------------- | ----- | --------------------------------------------------------- |
| 27-06-2018 | Uit       | Bregel Sport (2e prov.)      | 0-10  | Benson, Karelis (5x), Seigers, Malinovskyi (2x), Zhegrova |
| 30-06-2018 | Uit       | Thes Sport (1e am.)          | 0-5   | Zhegrova, Dewaest, Samatta (2x), Pozuelo                  |
| 05-07-2018 | Stage     | Verenigde Arabische Emiraten | 5-0   | Samatta, Pozuelo, Piotrowzski, Benson, Dewaest            |
| 08-07-2018 | Stage     | Valenciennes FC              | 4-1   | Paintsil, owngoal, Samatta, Karelis                       |
| 14-07-2018 | Neutraal  | Royal Excel Moeskroen        | 5-2   | Trossard (2x), Malinovskyi, Karelis, Zhegrova             |
| 15-07-2018 | Uit       | Spouwen-Mopertingen (2e am.) | 1-6   | Samatta, Karelis, Zhegrova, Malinovskyi, Gano, Pozuelo    |
| 21-07-2018 | Thuis     | Olympiakos                   | 4-0   | Trossard (2x) , Malinovskyi, Zhegrova                     |
| 22-07-2018 | Uit       | KSK Heist (1e am.)           | 1-3   | Karelis (2x), Seck                                        |

## Jupiler Pro League

### Reguliere competitie

#### Wedstrijden
| Wedstrijddetails                                              | Thuisploeg                                      | Uitslag                                   | Uitploeg                                                              | Opstelling | Kaarten                                                 |
| ------------------------------------------------------------- | ----------------------------------------------- | ----------------------------------------- | --------------------------------------------------------------------- | --- | ------------------------------------------------------- |
| Heenronde                                                     |                                                 |                                           |                                                                       | |                                                         |
| 29 juli 2018 20:00 Daknamstadion Lokeren                      | Sporting Lokeren                                | 0 – 4                                     | KRC Genk                                                              | Vuković Mæhle (52' Nastić), Aidoo, Dewaest, Uronen Berge (74' Seck), Malinovskyi, Pozuelo (86' Gano) Ndongala, Samatta, Trossard                |                                                         |
| 29 juli 2018 20:00 Daknamstadion Lokeren                      |                                                 | 0 – 1 0 – 2 0 – 3 0 – 4                   | 3' Pozuelo 16' Malinovskyi 61' Ndongala 73' Trossard                  | Vuković Mæhle (52' Nastić), Aidoo, Dewaest, Uronen Berge (74' Seck), Malinovskyi, Pozuelo (86' Gano) Ndongala, Samatta, Trossard                |                                                         |
| 5 augustus 2018 18:00 Luminus Arena Genk                      | KRC Genk                                        | 1 – 1                                     | STVV                                                                  | Vuković Mæhle (85' Nastić), Aidoo, Dewaest, Uronen Malinovksyi, Berge, Pozuelo Ndongala (73' Zhegrova), Samatta (60' Gano), Trossard            |                                                         |
| 5 augustus 2018 18:00 Luminus Arena Genk                      | Malinovskyi 68'                                 | 1 – 0 1 – 1                               | 71' Endo                                                              | Vuković Mæhle (85' Nastić), Aidoo, Dewaest, Uronen Malinovksyi, Berge, Pozuelo Ndongala (73' Zhegrova), Samatta (60' Gano), Trossard            |                                                         |
| 12 augustus 2018 14:30 Versluys Arena Oostende                | KV Oostende                                     | 0 – 2                                     | KRC Genk                                                              | Vuković Seigers (83' Mæhle), Aidoo, Lucumí, Nastić Heynen, Pozuelo, Seck (54' Malinovskyi) Zhegrova (65' Ndongala), Gano, Trossard              | 6' Nastić 57' Gano 73' Seigers                          |
| 12 augustus 2018 14:30 Versluys Arena Oostende                |                                                 | 0 – 1 0 – 2                               | 79' (pen.) Trossard 84' Malinovskyi                                   | Vuković Seigers (83' Mæhle), Aidoo, Lucumí, Nastić Heynen, Pozuelo, Seck (54' Malinovskyi) Zhegrova (65' Ndongala), Gano, Trossard              | 6' Nastić 57' Gano 73' Seigers                          |
| 19 augustus 2018 18:00 Luminus Arena Genk                     | KRC Genk                                        | 3 – 1                                     | Sporting Charleroi                                                    | Vuković Mæhle, Aidoo, Lucumí, Uronen Berge, Pozuelo, Malinovskyi (90+3' Seck) Ndongala, Gano (55' Samatta), Trossard (62' Paintsil)             |                                                         |
| 19 augustus 2018 18:00 Luminus Arena Genk                     | Uronen 45' Samatta 77' Samatta 90+5' (pen.)     | 0 – 1 1 – 1 2 – 1 3 – 1                   | 27' Benavente                                                         | Vuković Mæhle, Aidoo, Lucumí, Uronen Berge, Pozuelo, Malinovskyi (90+3' Seck) Ndongala, Gano (55' Samatta), Trossard (62' Paintsil)             |                                                         |
| 26 augustus 2018 20:00 Luminus Arena Genk                     | KRC Genk                                        | 3 – 2                                     | Waasland-Beveren                                                      | Vuković Mæhle, Aidoo, Dewaest, Nastić Heynen (76' Malinovskyi), Pozuelo, Seck Zhegrova (68' Trossard), Gano (59' Samatta), Paintsil             | 58' Gano 90+1' Malinovskyi                              |
| 26 augustus 2018 20:00 Luminus Arena Genk                     | Zhegrova 20' Samatta 78' Caufriez 89' (e.d.)    | 1 – 0 1 – 1 1 – 2 2 – 2 3 – 2             | 66' Ampomah 74' Ampomah                                               | Vuković Mæhle, Aidoo, Dewaest, Nastić Heynen (76' Malinovskyi), Pozuelo, Seck Zhegrova (68' Trossard), Gano (59' Samatta), Paintsil             | 58' Gano 90+1' Malinovskyi                              |
| 2 september 2018 20:00 Guldensporenstadion Kortrijk           | KV Kortrijk                                     | 3 – 3                                     | KRC Genk                                                              | Vuković Mæhle, Aidoo, Lucumí, Uronen Berge, Pozuelo (90+1' Seck), Malinovskyi Paintsil (63' Ndongala), Samatta, Trossard                        | 63' Malinovskyi 90' Malinovksyi                         |
| 2 september 2018 20:00 Guldensporenstadion Kortrijk           | Mboyo 62' Ouali 70' Mboyo 83'                   | 0 – 1 1 – 1 1 – 2 2 – 2 3 – 2 3 – 3       | 50' Malinovksyi 68' Aidoo 85' Trossard                                | Vuković Mæhle, Aidoo, Lucumí, Uronen Berge, Pozuelo (90+1' Seck), Malinovskyi Paintsil (63' Ndongala), Samatta, Trossard                        | 63' Malinovskyi 90' Malinovksyi                         |
| 15 september 2018 20:30 Luminus Arena Genk                    | KRC Genk                                        | 1 – 0                                     | Anderlecht                                                            | Vuković Mæhle, Dewaest, Lucumí, Nastić Heynen (86' Seck), Berge, Pozuelo (90+4' Paintsil) Ndongala (83' Aidoo), Samatta, Trossard               | 52' Heynen 90+3' Seck 90+5' Samatta                     |
| 15 september 2018 20:30 Luminus Arena Genk                    | Dewaest 49'                                     | 1 – 0                                     |                                                                       | Vuković Mæhle, Dewaest, Lucumí, Nastić Heynen (86' Seck), Berge, Pozuelo (90+4' Paintsil) Ndongala (83' Aidoo), Samatta, Trossard               | 52' Heynen 90+3' Seck 90+5' Samatta                     |
| 23 september 2018 20:00 Jan Breydelstadion Brugge             | Cercle Brugge                                   | 2 – 5                                     | KRC Genk                                                              | Vuković Mæhle, Aidoo, Lucumí, Uronen Berge, Pozuelo, Malinovskyi (46' Heynen) Paintsil (62' Ndongala), Samatta (87' Gano), Trossard             | 45' Paintsil 78' Vuković                                |
| 23 september 2018 20:00 Jan Breydelstadion Brugge             | Tormin 32' Bruno 57'                            | 0 – 1 1 – 1 1 – 2 1 – 3 2 – 3 2 – 4 2 – 5 | 1' Mæhle 43' Trossard 56' Pozuelo 79' Trossard 82' Trossard           | Vuković Mæhle, Aidoo, Lucumí, Uronen Berge, Pozuelo, Malinovskyi (46' Heynen) Paintsil (62' Ndongala), Samatta (87' Gano), Trossard             | 45' Paintsil 78' Vuković                                |
| 29 september 2018 18:00 Luminus Arena Genk                    | KRC Genk                                        | 4 – 0                                     | Zulte Waregem                                                         | Vuković Mæhle, Aidoo, Dewaest, Uronen Berge (82' Heynen), Pozuelo (73' Seck), Malinoskyi Ndongala (71' Paintsil), Samatta, Trossard             |                                                         |
| 29 september 2018 18:00 Luminus Arena Genk                    | Pozuelo 29' Samatta 31' Samatta 68' Samatta 86' | 1 – 0 2 – 0 3 – 0 4 – 0                   |                                                                       | Vuković Mæhle, Aidoo, Dewaest, Uronen Berge (82' Heynen), Pozuelo (73' Seck), Malinoskyi Ndongala (71' Paintsil), Samatta, Trossard             |                                                         |
| 7 oktober 2018 20:00 Ghelamco Arena Gent                      | AA Gent                                         | 1 – 5                                     | KRC Genk                                                              | Vuković Mæhle, Aidoo, Lucumí, Uronen Berge (84' Wouters), Pozuelo, Malinovskyi Ndongala (77' Fiolić), Samatta (74' Ingvartsen), Paintsil        |                                                         |
| 7 oktober 2018 20:00 Ghelamco Arena Gent                      | Bronn 38'                                       | 0 – 1 0 – 2 0 – 3 1 – 3 1 – 4 1 – 5       | 17' Samatta 18' Paintsil 27' Ndongala 67' Malinovskyi 73' Paintsil    | Vuković Mæhle, Aidoo, Lucumí, Uronen Berge (84' Wouters), Pozuelo, Malinovskyi Ndongala (77' Fiolić), Samatta (74' Ingvartsen), Paintsil        |                                                         |
| 20 oktober 2018 20:30 Luminus Arena Genk                      | KRC Genk                                        | 2 – 1                                     | KAS Eupen                                                             | Vuković Mæhle, Aidoo, Dewaest, Uronen Heynen, Pozuelo, Malinoskyi Ndongala (65' Paintsil), Samatta (82' Ingvartsen), Trossard (87' Seck)        | 90+4' Pozuelo                                           |
| 20 oktober 2018 20:30 Luminus Arena Genk                      | Trossard 19' Trossard 65'                       | 1 – 0 2 – 0 2 – 1                         | 81' Keita                                                             | Vuković Mæhle, Aidoo, Dewaest, Uronen Heynen, Pozuelo, Malinoskyi Ndongala (65' Paintsil), Samatta (82' Ingvartsen), Trossard (87' Seck)        | 90+4' Pozuelo                                           |
| 28 oktober 2018 14:30 Maurice Dufrasnestadion Luik            | Standard Luik                                   | 1 – 1                                     | KRC Genk                                                              | Vuković Mæhle, Aidoo, Lucumí (20' Dewaest), Uronen Heynen, Pozuelo, Malinovskyi Piotrowski (46' Paintsil), Samatta, Ndongala (82' Fiolić)       | 14' Mæhle 80' Pozuelo                                   |
| 28 oktober 2018 14:30 Maurice Dufrasnestadion Luik            | Luyindama 90+2'                                 | 0 – 1 1 – 1                               | 84' Samatta                                                           | Vuković Mæhle, Aidoo, Lucumí (20' Dewaest), Uronen Heynen, Pozuelo, Malinovskyi Piotrowski (46' Paintsil), Samatta, Ndongala (82' Fiolić)       | 14' Mæhle 80' Pozuelo                                   |
| 31 oktober 2018 20:30 Bosuilstadion Antwerpen                 | Antwerp                                         | 2 – 4                                     | KRC Genk                                                              | Vuković Mæhle, Aidoo, Dewaest, Uronen Heynen, Pozuelo (72' Berge), Malinovskyi Zhegrova (82' Seck), Samatta, Paintsil (55' Ndongala)            | 80' Mæhle 82' Zhegrova 83' Seck                         |
| 31 oktober 2018 20:30 Bosuilstadion Antwerpen                 | Bolingi 24' Juklerød 45+1'                      | 1 – 0 2 – 0 2 – 1 2 – 2 2 – 3 2 – 4       | 56' (pen.) Malinovskyi 60' (pen.) Malinovskyi 76' Samatta 90' Samatta | Vuković Mæhle, Aidoo, Dewaest, Uronen Heynen, Pozuelo (72' Berge), Malinovskyi Zhegrova (82' Seck), Samatta, Paintsil (55' Ndongala)            | 80' Mæhle 82' Zhegrova 83' Seck                         |
| 3 november 2018 18:00 Luminus Arena Genk                      | KRC Genk                                        | 1 – 1                                     | Club Brugge                                                           | Vuković Mæhle, Aidoo, Dewaest, Uronen Heynen, Pozuelo, Berge (61' Wouters) Ndongala (73' Zhegrova), Samatta, Malinovskyi                        |                                                         |
| 3 november 2018 18:00 Luminus Arena Genk                      | Ndongala 10'                                    | 1 – 0 1 – 1                               | 53' Schrijvers                                                        | Vuković Mæhle, Aidoo, Dewaest, Uronen Heynen, Pozuelo, Berge (61' Wouters) Ndongala (73' Zhegrova), Samatta, Malinovskyi                        |                                                         |
| 11 november 2018 20:00 Le Canonnier Moeskroen                 | Excel Moeskroen                                 | 0 – 0                                     | KRC Genk                                                              | Vuković Mæhle, Aidoo, Dewaest, Nastić (46' Uronen) Berge, Pozuelo, Malinovskyi Zhegrova (61' Trossard), Samatta, Ndongala (80' Heynen)          | 27' Malinovskyi 30' Mæhle 51' Pozuelo 82' Heynen        |
| 11 november 2018 20:00 Le Canonnier Moeskroen                 |                                                 |                                           |                                                                       | Vuković Mæhle, Aidoo, Dewaest, Nastić (46' Uronen) Berge, Pozuelo, Malinovskyi Zhegrova (61' Trossard), Samatta, Ndongala (80' Heynen)          | 27' Malinovskyi 30' Mæhle 51' Pozuelo 82' Heynen        |
| Terugronde                                                    |                                                 |                                           |                                                                       | |                                                         |
| 24 november 2018 20:30 Luminus Arena Genk                     | KRC Genk                                        | 1 – 2                                     | Cercle Brugge                                                         | Vuković Mæhle (71' Gano), Dewaest, Aidoo, Uronen Berge, Pozuelo, Heynen (46' Malinovskyi) Ndongala (55' Paintsil), Samatta, Trossard            |                                                         |
| 24 november 2018 20:30 Luminus Arena Genk                     | Trossard 90+6'                                  | 0 – 1 0 – 2 1 – 2                         | 26' (e.d.) Aidoo 35' Gakpé                                            | Vuković Mæhle (71' Gano), Dewaest, Aidoo, Uronen Berge, Pozuelo, Heynen (46' Malinovskyi) Ndongala (55' Paintsil), Samatta, Trossard            |                                                         |
| 2 december 2018 18:00 Constant Vanden Stockstadion Anderlecht | Anderlecht                                      | 0 – 1                                     | KRC Genk                                                              | Vuković Mæhle, Aidoo, Dewaest, Uronen Berge, Pozuelo (86' Seck), Malinovskyi (70' Heynen) Ndongala, Samatta (64' Gano), Trossard                | 18' Malinovskyi 77' Berge                               |
| 2 december 2018 18:00 Constant Vanden Stockstadion Anderlecht |                                                 | 0 – 1                                     | 71' Pozuelo                                                           | Vuković Mæhle, Aidoo, Dewaest, Uronen Berge, Pozuelo (86' Seck), Malinovskyi (70' Heynen) Ndongala, Samatta (64' Gano), Trossard                | 18' Malinovskyi 77' Berge                               |
| 8 december 2018 18:00 Luminus Arena Genk                      | KRC Genk                                        | 1 – 1                                     | KV Kortrijk                                                           | Vuković Mæhle, Dewaest, Aidoo, Uronen (77' Nastić) Berge (63' Heynen), Pozuelo, Malinovskyi Ndongala (54' Gano), Samatta, Trossard              | 12' Malinovskyi 90+2' Pozuelo                           |
| 8 december 2018 18:00 Luminus Arena Genk                      | Samatta 20'                                     | 1 – 0 1 – 1                               | 45' De Sart                                                           | Vuković Mæhle, Dewaest, Aidoo, Uronen (77' Nastić) Berge (63' Heynen), Pozuelo, Malinovskyi Ndongala (54' Gano), Samatta, Trossard              | 12' Malinovskyi 90+2' Pozuelo                           |
| 16 december 2018 18:00 Luminus Arena Genk                     | KRC Genk                                        | 2 – 0                                     | KV Oostende                                                           | Vuković Mæhle, Aidoo, Dewaest, Uronen Heynen, Pozuelo (75' Seck), Malinovskyi (55' Berge) Ndongala (84' Paintsil), Samatta, Trossard            |                                                         |
| 16 december 2018 18:00 Luminus Arena Genk                     | Malinovskyi 33' Samatta 74'                     | 1 – 0 2 – 0                               |                                                                       | Vuković Mæhle, Aidoo, Dewaest, Uronen Heynen, Pozuelo (75' Seck), Malinovskyi (55' Berge) Ndongala (84' Paintsil), Samatta, Trossard            |                                                         |
| 23 december 2018 18:00 Kehrwegstadion Eupen                   | KAS Eupen                                       | 0 – 2                                     | KRC Genk                                                              | Vuković Mæhle, Aidoo, Dewaest, Uronen Heynen, Pozuelo (65' Berge), Malinovskyi Ndongala (90+1' Seigers), Samatta, Paintsil (78' Gano)           | 75' Malinovskyi                                         |
| 23 december 2018 18:00 Kehrwegstadion Eupen                   |                                                 | 0 – 1 0 – 2                               | 13' Samatta 20' Samatta                                               | Vuković Mæhle, Aidoo, Dewaest, Uronen Heynen, Pozuelo (65' Berge), Malinovskyi Ndongala (90+1' Seigers), Samatta, Paintsil (78' Gano)           | 75' Malinovskyi                                         |
| 26 december 2018 20:30 Luminus Arena Genk                     | KRC Genk                                        | 3 – 1                                     | AA Gent                                                               | Vuković Mæhle, Aidoo, Dewaest, Uronen Berge, Pozuelo, Heynen Ndongala (90' Gano), Samatta, Paintsil (90+2' Zhegrova)                            |                                                         |
| 26 december 2018 20:30 Luminus Arena Genk                     | Samatta 23' Dewaest 47' Heynen 85'              | 0 – 1 1 – 1 2 – 1 3 – 1                   | 6' Bronn                                                              | Vuković Mæhle, Aidoo, Dewaest, Uronen Berge, Pozuelo, Heynen Ndongala (90' Gano), Samatta, Paintsil (90+2' Zhegrova)                            |                                                         |
| 18 januari 2019 20:30 Stayen Sint-Truiden                     | STVV                                            | 2 – 3                                     | KRC Genk                                                              | Jackers Mæhle, Aidoo, Dewaest, Uronen Berge, Pozuelo (85' Heynen), Malinovskyi Trossard, Samatta (90+3' Gano), Ndongala                         | 31' Malinovskyi 50' Berge 77' Dewaest 82' Pozuelo       |
| 18 januari 2019 20:30 Stayen Sint-Truiden                     | Botaka 2' Boli 71'                              | 1 – 0 1 – 1 2 – 1 2 – 2 2 – 3             | 29' Samatta 75' Trossard 81' Ndongala                                 | Jackers Mæhle, Aidoo, Dewaest, Uronen Berge, Pozuelo (85' Heynen), Malinovskyi Trossard, Samatta (90+3' Gano), Ndongala                         | 31' Malinovskyi 50' Berge 77' Dewaest 82' Pozuelo       |
| 26 januari 2019 20:30 Luminus Arena Genk                      | KRC Genk                                        | 1 – 2                                     | Excel Moeskroen                                                       | Jackers Mæhle, Aidoo, Dewaest, Borges Heynen, Malinovskyi, Wouters (46' Fiolić) Trossard, Samatta, Ndongala (57' Gano)                          | 63' Fiolić                                              |
| 26 januari 2019 20:30 Luminus Arena Genk                      | Dewaest 73'                                     | 0 – 1 1 – 1 1 – 2                         | 17' (pen.) Leye 90' Awoniyi                                           | Jackers Mæhle, Aidoo, Dewaest, Borges Heynen, Malinovskyi, Wouters (46' Fiolić) Trossard, Samatta, Ndongala (57' Gano)                          | 63' Fiolić                                              |
| 2 februari 2019 20:30 Freethielstadion Beveren                | Waasland-Beveren                                | 1 – 2                                     | KRC Genk                                                              | Vuković Mæhle, Aidoo, Dewaest, De Norre Heynen, Pozuelo (89' Ingvartsen), Malinovskyi Trossard, Samatta, Ndongala (58' Paintsil)                | 61' Heynen                                              |
| 2 februari 2019 20:30 Freethielstadion Beveren                | Boljević 11'                                    | 1 – 0 1 – 1 1 – 2                         | 60' Samatta 83' Pozuelo                                               | Vuković Mæhle, Aidoo, Dewaest, De Norre Heynen, Pozuelo (89' Ingvartsen), Malinovskyi Trossard, Samatta, Ndongala (58' Paintsil)                | 61' Heynen                                              |
| 8 februari 2019 20:30 Luminus Arena Genk                      | KRC Genk                                        | 2 – 0                                     | Standard Luik                                                         | Vuković Mæhle, Aidoo, Dewaest, De Norre Heynen, Pozuelo (90+2' Fiolić), Malinovskyi Trossard (85' Ingvartsen), Samatta, Paintsil (79' Ndongala) | 38' Dewaest                                             |
| 8 februari 2019 20:30 Luminus Arena Genk                      | Samatta 67' Samatta 87'                         | 1 – 0 2 – 0                               |                                                                       | Vuković Mæhle, Aidoo, Dewaest, De Norre Heynen, Pozuelo (90+2' Fiolić), Malinovskyi Trossard (85' Ingvartsen), Samatta, Paintsil (79' Ndongala) | 38' Dewaest                                             |
| 17 februari 2019 14:30 Jan Breydelstadion Brugge              | Club Brugge                                     | 3 – 1                                     | KRC Genk                                                              | Vuković Mæhle, Aidoo, Dewaest, Uronen Heynen (90+4' De Norre), Ingvartsen (46' Gano), Malinovskyi Trossard, Samatta, Paintsil (46' Pozuelo)     | 26' Ingvartsen 61' Uronen 89' Malinovskyi 90+4' Pozuelo |
| 17 februari 2019 14:30 Jan Breydelstadion Brugge              | Mata 21' Schrijvers 37' Vormer 78'              | 1 – 0 2 – 0 2 – 1 3 – 1                   | 77' Samatta                                                           | Vuković Mæhle, Aidoo, Dewaest, Uronen Heynen (90+4' De Norre), Ingvartsen (46' Gano), Malinovskyi Trossard, Samatta, Paintsil (46' Pozuelo)     | 26' Ingvartsen 61' Uronen 89' Malinovskyi 90+4' Pozuelo |
| 24 februari 2019 18:00 Luminus Arena Genk                     | KRC Genk                                        | 0 – 0                                     | Antwerp                                                               | Vuković Mæhle, Dewaest, Aidoo, De Norre Heynen, Pozuelo, Malinovskyi Ndongala (74' Paintsil), Samatta, Trossard (62' Ito)                       | 83' Aidoo 90+1' Heynen                                  |
| 24 februari 2019 18:00 Luminus Arena Genk                     |                                                 |                                           |                                                                       | Vuković Mæhle, Dewaest, Aidoo, De Norre Heynen, Pozuelo, Malinovskyi Ndongala (74' Paintsil), Samatta, Trossard (62' Ito)                       | 83' Aidoo 90+1' Heynen                                  |
| 2 maart 2019 18:00 Stade du Pays de Charleroi Charleroi       | Sporting Charleroi                              | 1 – 1                                     | KRC Genk                                                              | Vuković Mæhle, Dewaest, Lucumí, Uronen (89' De Norre) Heynen, Pozuelo, Malinovskyi Ndongala (66' Ito), Trossard, Gano (69' Ingvartsen)          | 26' Pozuelo                                             |
| 2 maart 2019 18:00 Stade du Pays de Charleroi Charleroi       | Henen 56'                                       | 0 – 1 1 – 1                               | 24' Heynen                                                            | Vuković Mæhle, Dewaest, Lucumí, Uronen (89' De Norre) Heynen, Pozuelo, Malinovskyi Ndongala (66' Ito), Trossard, Gano (69' Ingvartsen)          | 26' Pozuelo                                             |
| 10 maart 2019 18:00 Luminus Arena Genk                        | KRC Genk                                        | 1 – 0                                     | Sporting Lokeren                                                      | Vuković Mæhle, Aidoo, Lucumí, Uronen (52' De Norre) Heynen, Pozuelo (88' Piotrowski), Malinovskyi Ito (66' Ndongala), Samatta, Trossard         |                                                         |
| 10 maart 2019 18:00 Luminus Arena Genk                        | Mæhle 77'                                       | 1 – 0                                     |                                                                       | Vuković Mæhle, Aidoo, Lucumí, Uronen (52' De Norre) Heynen, Pozuelo (88' Piotrowski), Malinovskyi Ito (66' Ndongala), Samatta, Trossard         |                                                         |
| 17 maart 2019 18:00 Regenboogstadion Waregem                  | Zulte Waregem                                   | 3 – 3                                     | KRC Genk                                                              | Vuković Mæhle, Dewaest, Lucumí, De Norre Piotrowski (59' Berge), Heynen, Malinovskyi (84' Ingvartsen) Ito (71' Ndongala), Samatta, Trossard     | 90+1' Dewaest                                           |
| 17 maart 2019 18:00 Regenboogstadion Waregem                  | Harbaoui 13' (pen.) Walsh 72' Harbaoui 90+3'    | 1 – 0 1 – 1 1 – 2 1 – 3 2 – 3 3 – 3       | 19' Malinovskyi 38' Ito 61' Trossard                                  | Vuković Mæhle, Dewaest, Lucumí, De Norre Piotrowski (59' Berge), Heynen, Malinovskyi (84' Ingvartsen) Ito (71' Ndongala), Samatta, Trossard     | 90+1' Dewaest                                           |

#### Overzicht
| Speeldag  | 1 | 2 | 3 | 4  | 5  | 6  | 7  | 8  | 9  | 10 | 11 | 12 | 13 | 14 | 15 | 16 | 17 | 18 | 19 | 20 | 21 | 22 | 23 | 24 | 25 | 26 | 27 | 28 | 29 | 30 |
| --------- | - | - | - | -- | -- | -- | -- | -- | -- | -- | -- | -- | -- | -- | -- | -- | -- | -- | -- | -- | -- | -- | -- | -- | -- | -- | -- | -- | -- | -- |
| Resultaat | w | g | w | w  | w  | g  | w  | w  | w  | w  | w  | g  | w  | g  | g  | v  | w  | g  | w  | w  | w  | w  | v  | w  | w  | v  | g  | g  | w  | g  |
| Punten    | 3 | 4 | 7 | 10 | 13 | 14 | 17 | 20 | 23 | 26 | 29 | 30 | 33 | 34 | 35 | 35 | 38 | 39 | 42 | 45 | 48 | 51 | 51 | 54 | 57 | 57 | 58 | 59 | 62 | 63 |
| Positie   | 1 | 3 | 3 | 2  | 1  | 2  | 2  | 2  | 2  | 1  | 1  | 1  | 1  | 1  | 1  | 1  | 1  | 1  | 1  | 1  | 1  | 1  | 1  | 1  | 1  | 1  | 1  | 1  | 1  | 1  |

#### Klassement
| Pos | Team           | Wed | W  | G  | V  | Ptn | DV | DT | +/− |      |
| --- | -------------- | --- | -- | -- | -- | --- | -- | -- | --- | ---- |
| 1   | KRC Genk       | 30  | 18 | 9  | 3  | 63  | 63 | 31 | +32 | PO 1 |
| 2   | Club Brugge    | 30  | 16 | 8  | 6  | 56  | 64 | 32 | +32 | PO 1 |
| 3   | Standard Luik  | 30  | 15 | 8  | 7  | 53  | 49 | 35 | +14 | PO 1 |
| 4   | RSC Anderlecht | 30  | 15 | 6  | 9  | 51  | 48 | 35 | +13 | PO 1 |
| 5   | KAA Gent       | 30  | 15 | 5  | 10 | 50  | 53 | 45 | +8  | PO 1 |
| 6   | Antwerp FC     | 30  | 14 | 7  | 9  | 49  | 39 | 34 | +5  | PO 1 |
| 7   | STVV           | 30  | 12 | 11 | 7  | 47  | 47 | 36 | +11 | PO 2 |

PO I: Play-off I, PO II: Play-off II, : Degradeert na dit seizoen naar eerste klasse B

### Play-off I

#### Wedstrijden
| Wedstrijddetails                                          | Thuisploeg                                                     | Uitslag                       | Uitploeg                            | Opstelling | Kaarten                       |
| --------------------------------------------------------- | -------------------------------------------------------------- | ----------------------------- | ----------------------------------- | --- | ----------------------------- |
| Heenronde                                                 |                                                                |                               |                                     | |                               |
| 30 maart 2019 20:30 Luminus Arena Genk                    | KRC Genk                                                       | 3 – 0                         | Anderlecht                          | Vuković Mæhle, Dewaest, Lucumí, De Norre (74' Uronen) Heynen, Malinovskyi, Berge (83' Piotrowski) Ito (59' Paintsil), Samatta, Trossard      | 75' Samatta                   |
| 30 maart 2019 20:30 Luminus Arena Genk                    | Mæhle 32' Ito 55' Paintsil 79'                                 | 1 – 0 2 – 0 3 – 0             |                                     | Vuković Mæhle, Dewaest, Lucumí, De Norre (74' Uronen) Heynen, Malinovskyi, Berge (83' Piotrowski) Ito (59' Paintsil), Samatta, Trossard      | 75' Samatta                   |
| 2 april 2019 20:30 Bosuilstadion Antwerpen                | Antwerp                                                        | 1 – 0                         | KRC Genk                            | Vuković Mæhle, Aidoo (35' Lucumí), Dewaest, Uronen Heynen, Berge, Malinovskyi Ito, Samatta (83' Gano), Trossard (66' Paintsil)               | 38' Lucumí 90+5' Berge        |
| 2 april 2019 20:30 Bosuilstadion Antwerpen                | Refaelov 4'                                                    | 1 – 0                         |                                     | Vuković Mæhle, Aidoo (35' Lucumí), Dewaest, Uronen Heynen, Berge, Malinovskyi Ito, Samatta (83' Gano), Trossard (66' Paintsil)               | 38' Lucumí 90+5' Berge        |
| 6 april 2019 20:30 Luminus Arena Genk                     | KRC Genk                                                       | 2 – 1                         | AA Gent                             | Vuković Mæhle, Lucumí, Dewaest, Uronen Heynen, Berge, Malinovskyi Ito, Samatta (88' Gano), Trossard (75' Paintsil)                           | 74' Dewaest 90+4' Malinovskyi |
| 6 april 2019 20:30 Luminus Arena Genk                     | Malinovskyi 43' (pen.) Malinovskyi 45+1'                       | 1 – 0 2 – 0 2 – 1             | 87' Derijck                         | Vuković Mæhle, Lucumí, Dewaest, Uronen Heynen, Berge, Malinovskyi Ito, Samatta (88' Gano), Trossard (75' Paintsil)                           | 74' Dewaest 90+4' Malinovskyi |
| 14 april 2019 18:00 Luminus Arena Genk                    | KRC Genk                                                       | 3 – 1                         | Club Brugge                         | Vuković Mæhle, Dewaest, Lucumí, Uronen Berge, Malinovskyi (79' Wouters), Heynen (90+2' De Norre) Ito, Samatta, Trossard (88' Ndongala)       | 72' Samatta                   |
| 14 april 2019 18:00 Luminus Arena Genk                    | Trossard 13' Malinovskyi 55' (pen.) Samatta 80'                | 1 – 0 1 – 1 2 – 1 3 – 1       | 36' (pen.) Vanaken                  | Vuković Mæhle, Dewaest, Lucumí, Uronen Berge, Malinovskyi (79' Wouters), Heynen (90+2' De Norre) Ito, Samatta, Trossard (88' Ndongala)       | 72' Samatta                   |
| 19 april 2019 20:30 Maurice Dufrasnestadion Luik          | Standard Luik                                                  | 1 – 3                         | KRC Genk                            | Vuković Mæhle, Dewaest, Lucumí, Uronen Berge, Malinovskyi (86' Wouters), Heynen Ito, Samatta, Trossard (87' Ndongala)                        | 13' Dewaest 65' Mæhle         |
| 19 april 2019 20:30 Maurice Dufrasnestadion Luik          | Marin 81'                                                      | 0 – 1 0 – 2 0 – 3 1 – 3       | 41' Heynen 52' Samatta 79' Trossard | Vuković Mæhle, Dewaest, Lucumí, Uronen Berge, Malinovskyi (86' Wouters), Heynen Ito, Samatta, Trossard (87' Ndongala)                        | 13' Dewaest 65' Mæhle         |
| Terugronde                                                |                                                                |                               |                                     | |                               |
| 27 april 2019 20:30 Ghelamco Arena Gent                   | AA Gent                                                        | 0 – 1                         | KRC Genk                            | Vuković Mæhle, Dewaest, Lucumí (52' Aidoo), Uronen Berge, Malinovskyi, Heynen Ito (90+2' Paintsil), Samatta, Trossard                        | 65' Heynen 70' Mæhle          |
| 27 april 2019 20:30 Ghelamco Arena Gent                   |                                                                | 0 – 1                         | 55' Trossard                        | Vuković Mæhle, Dewaest, Lucumí (52' Aidoo), Uronen Berge, Malinovskyi, Heynen Ito (90+2' Paintsil), Samatta, Trossard                        | 65' Heynen 70' Mæhle          |
| 3 mei 2019 20:30 Luminus Arena Genk                       | KRC Genk                                                       | 4 – 0                         | Antwerp                             | Vuković Mæhle, Aidoo, Dewaest (89' Seigers), Uronen Berge, Malinovskyi (66' Wouters), Heynen Ito, Samatta (83' Gano), Trossard               |                               |
| 3 mei 2019 20:30 Luminus Arena Genk                       | Malinovskyi 25' (pen.) Samatta 55' Ito 57' Heynen 90+1' (pen.) | 1 – 0 2 – 0 3 – 0 4 – 0       |                                     | Vuković Mæhle, Aidoo, Dewaest (89' Seigers), Uronen Berge, Malinovskyi (66' Wouters), Heynen Ito, Samatta (83' Gano), Trossard               |                               |
| 12 mei 2019 18:00 Jan Breydelstadion Brugge               | Club Brugge                                                    | 3 – 2                         | KRC Genk                            | Vuković Mæhle, Aidoo, Dewaest, Uronen Berge, Malinovskyi, Heynen (86' Gano) Ito (84' Paintsil), Samatta, Trossard                            |                               |
| 12 mei 2019 18:00 Jan Breydelstadion Brugge               | Vanaken 53' Openda 63' Diatta 67'                              | 0 – 1 1 – 1 2 – 1 3 – 1 3 – 2 | 4' Dewaest 87' Gano                 | Vuković Mæhle, Aidoo, Dewaest, Uronen Berge, Malinovskyi, Heynen (86' Gano) Ito (84' Paintsil), Samatta, Trossard                            |                               |
| 16 mei 2019 20:30 Constant Vanden Stockstadion Anderlecht | Anderlecht                                                     | 1 – 1                         | KRC Genk                            | Vuković Mæhle, Dewaest, Lucumí, Uronen Berge, Malinovskyi, Heynen Ito (58' Paintsil), Samatta (76' Gano), Trossard (89' De Norre)            | 57' Mæhle                     |
| 16 mei 2019 20:30 Constant Vanden Stockstadion Anderlecht | Bolasie 65'                                                    | 0 – 1 1 – 1                   | 11' Heynen                          | Vuković Mæhle, Dewaest, Lucumí, Uronen Berge, Malinovskyi, Heynen Ito (58' Paintsil), Samatta (76' Gano), Trossard (89' De Norre)            | 57' Mæhle                     |
| 19 mei 2019 18:00 Luminus Arena Genk                      | KRC Genk                                                       | 0 – 0                         | Standard Luik                       | Jackers Seigers, Aidoo, Dewaest, De Norre Heynen (75' Piotrowski), Wouters, Paintsil Samatta, Gano (68' Ingvartsen), Trossard (56' Ndongala) | 50' Paintsil                  |
| 19 mei 2019 18:00 Luminus Arena Genk                      |                                                                |                               |                                     | Jackers Seigers, Aidoo, Dewaest, De Norre Heynen (75' Piotrowski), Wouters, Paintsil Samatta, Gano (68' Ingvartsen), Trossard (56' Ndongala) | 50' Paintsil                  |

#### Overzicht
| Speeldag  | 1  | 2  | 3  | 4  | 5  | 6  | 7  | 8  | 9  | 10 |
| --------- | -- | -- | -- | -- | -- | -- | -- | -- | -- | -- |
| Resultaat | w  | v  | w  | w  | w  | w  | w  | v  | g  | g  |
| Punten    | 35 | 35 | 38 | 41 | 44 | 47 | 50 | 50 | 51 | 52 |
| Positie   | 1  | 1  | 1  | 1  | 1  | 1  | 1  | 1  | 1  | 1  |

#### Klassement
| Pos | Team           | Wed | W | G | V | Ptn | DV | DT | +/− |                                        |
| --- | -------------- | --- | - | - | - | --- | -- | -- | --- | -------------------------------------- |
| 1   | KRC Genk       | 10  | 6 | 2 | 2 | 52  | 19 | 8  | +11 | Kampioen, Groepsfase Champions League  |
| 2   | Club Brugge    | 10  | 7 | 1 | 2 | 50  | 19 | 11 | +8  | Voorrondes Champions League            |
| 3   | Standard Luik  | 10  | 4 | 1 | 5 | 40  | 17 | 16 | +1  | Groepsfase Europa League               |
| 4   | Antwerp FC     | 10  | 4 | 2 | 4 | 39  | 12 | 16 | −4  | Testwedstrijd tegen winnaar Play-off 2 |
| 5   | KAA Gent       | 10  | 3 | 1 | 6 | 35  | 10 | 15 | −5  | Voorrondes Europa League               |
| 6   | RSC Anderlecht | 10  | 1 | 3 | 6 | 32  | 8  | 19 | −11 |                                        |

1. 1 2 3 4  KRC Genk, Standard Luik, RSC Anderlecht en Antwerp FC kregen bij de halvering van de punten een half punt er bij
2. 1 2  Na afloop van de competitie werd bekerwinnaar KV Mechelen geschorst voor Europese competities in het seizoen 2019/20. Hierdoor mocht Standard Luik in hun plaats aantreden in de groepsfase van de Europa League en mocht KAA Gent aantreden in de voorrondes van diezelfde Europa League

## Beker van België
| Beker van België                                           |                                                |                             |                                  | |                          |
| Wedstrijddetails                                           | Thuisploeg                                     | Uitslag                     | Uitploeg                         | Opstelling | Kaarten                  |
| 1/16 finale                                                |                                                |                             |                                  | |                          |
| 26 september 2018 20:00 Luminus Arena Genk                 | KRC Genk                                       | 4 – 0                       | Lommel SK (1B)                   | Jackers Wouters, Lucumí, Seigers, Dewaest Heynen (65' Fiolić), Piotrowski, Seck Zhegrova, Gano (46' Ingvartsen), Paintsil                                                                               |                          |
| 26 september 2018 20:00 Luminus Arena Genk                 | Wouters 3' Zhegrova 9' Seck 73' Ingvartsen 89' | 1 – 0 2 – 0 3 – 0 4 – 0     |                                  | Jackers Wouters, Lucumí, Seigers, Dewaest Heynen (65' Fiolić), Piotrowski, Seck Zhegrova, Gano (46' Ingvartsen), Paintsil                                                                               |                          |
| Achtste finale                                             |                                                |                             |                                  | |                          |
| 5 december 2018 20:45 Stade du Pays de Charleroi Charleroi | Charleroi                                      | 1 – 3                       | KRC Genk                         | Vuković Mæhle, Aidoo, Dewaest, Nastić (46' Uronen) Heynen (69' Berge), Malinovskyi, Seck Ndongala, Gano, Paintsil (83' Trossard)                                                                        | 20' Paintsil 48' Dewaest |
| 5 december 2018 20:45 Stade du Pays de Charleroi Charleroi | Gholizadeh 35'                                 | 1 – 0 1 – 1 1 – 2 1 – 3     | 54' Dewaest 76' Mæhle 90+3' Gano | Vuković Mæhle, Aidoo, Dewaest, Nastić (46' Uronen) Heynen (69' Berge), Malinovskyi, Seck Ndongala, Gano, Paintsil (83' Trossard)                                                                        | 20' Paintsil 48' Dewaest |
| Kwartfinale                                                |                                                |                             |                                  | |                          |
| 19 december 2018 20:45 Joseph Marienstadion Vorst          | Union Sint-Gillis (1B)                         | 2 – 2 (n.v.) (4 – 3) (n.s.) | KRC Genk                         | Vuković Mæhle, Aidoo, Lucumí (92' Dewaest), Nastić Piotrowski (46' Pozuelo), Berge, Seck (115' Samatta) Fiolić (60' Trossard), Gano, Paintsil Strafschoppen Gano , Samatta , Pozuelo , Berge , Paintsil | 64' Lucumí 113' Nastić   |
| 19 december 2018 20:45 Joseph Marienstadion Vorst          | Tau 18' Ferber 71'                             | 1 – 0 1 – 1 2 – 1 2 – 2     | 48' Gano 76' Gano                | Vuković Mæhle, Aidoo, Lucumí (92' Dewaest), Nastić Piotrowski (46' Pozuelo), Berge, Seck (115' Samatta) Fiolić (60' Trossard), Gano, Paintsil Strafschoppen Gano , Samatta , Pozuelo , Berge , Paintsil | 64' Lucumí 113' Nastić   |

## Europees

### UEFA Europa League

#### Voorrondes
| UEFA Europa League                                          |                                                                          |                                           |                                                      | |                        |
| Wedstrijddetails                                            | Thuisploeg                                                               | Uitslag                                   | Uitploeg                                             | Opstelling | Kaarten                |
| Tweede kwalificatieronde                                    |                                                                          |                                           |                                                      | |                        |
| 26 juli 2018 20:00 Luminus Arena Genk                       | KRC Genk                                                                 | 5 – 0                                     | Fola Esch                                            | Jackers Mæhle, Dewaest, Lucumí, Nastić Malinovskyi (46' Seck), Berge, Pozuelo (64' Gano) Zhegrova, Samatta (76' Piotrowski), Trossard        |                        |
| 26 juli 2018 20:00 Luminus Arena Genk                       | Malinovskyi 4' Pozuelo 19' Trossard 25' Dewaest 28' Trossard 73' (pen.)  | 1 – 0 2 – 0 3 – 0 4 – 0 5 – 0             |                                                      | Jackers Mæhle, Dewaest, Lucumí, Nastić Malinovskyi (46' Seck), Berge, Pozuelo (64' Gano) Zhegrova, Samatta (76' Piotrowski), Trossard        |                        |
| 1 augustus 2018 18:00 Stade Émile Mayrisch Esch-sur-Alzette | Fola Esch                                                                | 1 – 4                                     | KRC Genk                                             | Jackers Seigers, Wouters, Lucumí, Nastić Heynen (67' Karelis), Seck, Piotrowski Benson, Gano, Zhegrova                                       |                        |
| 1 augustus 2018 18:00 Stade Émile Mayrisch Esch-sur-Alzette | Bensi 61'                                                                | 0 – 1 0 – 2 0 – 3 1 – 3 1 – 4             | 13' Zhegrova 16' Heynen 59' Gano 63' Zhegrova        | Jackers Seigers, Wouters, Lucumí, Nastić Heynen (67' Karelis), Seck, Piotrowski Benson, Gano, Zhegrova                                       |                        |
| Derde kwalificatieronde                                     |                                                                          |                                           |                                                      | |                        |
| 9 augustus 2018 20:00 Luminus Arena Genk                    | KRC Genk                                                                 | 2 – 0                                     | Lech Poznań                                          | Vuković Mæhle, Dewaest, Lucumí, Uronen Berge, Malinovskyi, Pozuelo Trossard (83' Zhegrova), Samatta (66' Gano), Ndongala                     |                        |
| 9 augustus 2018 20:00 Luminus Arena Genk                    | Malinovskyi 45' Samatta 57'                                              | 1 – 0 2 – 0                               |                                                      | Vuković Mæhle, Dewaest, Lucumí, Uronen Berge, Malinovskyi, Pozuelo Trossard (83' Zhegrova), Samatta (66' Gano), Ndongala                     |                        |
| 16 augustus 2018 20:15 Stadion Miejski Poznań               | Lech Poznań                                                              | 1 – 2                                     | KRC Genk                                             | Vuković Mæhle, Dewaest, Aidoo, Uronen Berge, Malinovskyi (75' Seck), Pozuelo (61' Piotrowski) Trossard (61' Zhegrova), Samatta, Ndongala     | 68' Malinovskyi        |
| 16 augustus 2018 20:15 Stadion Miejski Poznań               | Cywka 50'                                                                | 0 – 1 0 – 2 1 – 2                         | 19' Samatta 45+1' (pen.) Trossard                    | Vuković Mæhle, Dewaest, Aidoo, Uronen Berge, Malinovskyi (75' Seck), Pozuelo (61' Piotrowski) Trossard (61' Zhegrova), Samatta, Ndongala     | 68' Malinovskyi        |
| Play-offronde                                               |                                                                          |                                           |                                                      | |                        |
| 23 augustus 2018 20:30 Luminus Arena Genk                   | KRC Genk                                                                 | 5 – 2                                     | Brøndby IF                                           | Vuković Mæhle, Dewaest, Lucumí, Uronen Berge, Malinovskyi, Pozuelo Trossard, Samatta, Ndongala (75' Paintsil)                                | 18' Samatta 50' Uronen |
| 23 augustus 2018 20:30 Luminus Arena Genk                   | Samatta 38' Trossard 45+2' (pen.) Samatta 56' Samatta 71' Trossard 90+2' | 1 – 0 2 – 0 2 – 1 2 – 2 3 – 2 4 – 2 5 – 2 | 48' Hermannsson 52' Wilczek                          | Vuković Mæhle, Dewaest, Lucumí, Uronen Berge, Malinovskyi, Pozuelo Trossard, Samatta, Ndongala (75' Paintsil)                                | 18' Samatta 50' Uronen |
| 30 augustus 2018 20:30 Brøndbystadion Brøndby               | Brøndby IF                                                               | 2 – 4                                     | KRC Genk                                             | Vuković Mæhle (80' Seigers), Dewaest, Lucumí, Uronen Berge, Malinovskyi, Pozuelo (70' Piotrowski) Trossard (63' Paintsil), Samatta, Ndongala | 45' Pozuelo 70' Berge  |
| 30 augustus 2018 20:30 Brøndbystadion Brøndby               | Wilczek 35' Larsson 59'                                                  | 0 – 1 0 – 2 1 – 2 2 – 2 2 – 3 2 – 4       | 16' Malinovskyi 34' Ndongala 67' Dewaest 88' Samatta | Vuković Mæhle (80' Seigers), Dewaest, Lucumí, Uronen Berge, Malinovskyi, Pozuelo (70' Piotrowski) Trossard (63' Paintsil), Samatta, Ndongala | 45' Pozuelo 70' Berge  |

#### Groepsfase
| UEFA Europa League                              |                                             |                                     |                                                     | |                                       |
| Wedstrijddetails                                | Thuisploeg                                  | Uitslag                             | Uitploeg                                            | Opstelling | Kaarten                               |
| Groepsfase                                      |                                             |                                     |                                                     | |                                       |
| 20 september 2018 18:55 Luminus Arena Genk      | KRC Genk                                    | 2 – 0                               | Malmö FF                                            | Vuković Mæhle, Aidoo, Dewaest, Uronen Pozuelo (77' Seck), Berge, Malinovskyi Trossard, Samatta (87' Ingvartsen), Ndongala (73' Paintsil) |                                       |
| 20 september 2018 18:55 Luminus Arena Genk      | Trossard 38' Samatta 72'                    | 1 – 0 2 – 0                         |                                                     | Vuković Mæhle, Aidoo, Dewaest, Uronen Pozuelo (77' Seck), Berge, Malinovskyi Trossard, Samatta (87' Ingvartsen), Ndongala (73' Paintsil) |                                       |
| 4 oktober 2018 21:00 Sarpsborgstadion Sarpsborg | Sarpsborg 08                                | 3 – 1                               | KRC Genk                                            | Vuković Mæhle, Dewaest, Lucumí, Nastić (46' Uronen) Pozuelo, Berge, Malinovskyi (67' Heynen) Trossard, Samatta, Ndongala (46' Paintsil)  | 68' Pozuelo                           |
| 4 oktober 2018 21:00 Sarpsborgstadion Sarpsborg | Mortensen 7' Zachariassen 55' Mortensen 64' | 1 – 0 1 – 1 2 – 1 3 – 1             | 50' Trossard                                        | Vuković Mæhle, Dewaest, Lucumí, Nastić (46' Uronen) Pozuelo, Berge, Malinovskyi (67' Heynen) Trossard, Samatta, Ndongala (46' Paintsil)  | 68' Pozuelo                           |
| 25 oktober 2018 21:00 Vodafone Park Istanboel   | Beşiktaş                                    | 2 – 4                               | KRC Genk                                            | Vuković Mæhle, Dewaest, Lucumí, Uronen Pozuelo (81' Seck), Malinovskyi, Heynen Paintsil (76' Piotrowski), Samatta (88' Gano), Ndongala   | 45+3' Lucumí 45+5' Dewaest 62' Uronen |
| 25 oktober 2018 21:00 Vodafone Park Istanboel   | Vágner Love 75' Vágner Love 87'             | 0 – 1 0 – 2 1 – 2 1 – 3 1 – 4 2 – 4 | 24' Samatta 71' Samatta 82' Ndongala 84' Piotrowski | Vuković Mæhle, Dewaest, Lucumí, Uronen Pozuelo (81' Seck), Malinovskyi, Heynen Paintsil (76' Piotrowski), Samatta (88' Gano), Ndongala   | 45+3' Lucumí 45+5' Dewaest 62' Uronen |
| 8 november 2018 18:55 Luminus Arena Genk        | KRC Genk                                    | 1 – 1                               | Beşiktaş                                            | Vuković Mæhle, Dewaest, Aidoo, Uronen Malinovskyi (61' Berge), Pozuelo, Heynen Paintsil (67' Fiolić), Samatta, Ndongala (90' Ingvartsen) | 36' Samatta                           |
| 8 november 2018 18:55 Luminus Arena Genk        | Berge 88'                                   | 0 – 1 1 – 1                         | 17' Quaresma                                        | Vuković Mæhle, Dewaest, Aidoo, Uronen Malinovskyi (61' Berge), Pozuelo, Heynen Paintsil (67' Fiolić), Samatta, Ndongala (90' Ingvartsen) | 36' Samatta                           |
| 29 november 2018 21:00 Swedbankstadion Malmö    | Malmö FF                                    | 2 – 2                               | KRC Genk                                            | Vuković Mæhle, Dewaest, Aidoo, Uronen Malinovskyi, Berge, Pozuelo (87' Heynen) Trossard, Samatta (74' Gano), Paintsil (55' Ndongala)     | 55' Uronen 71' Ndongala               |
| 29 november 2018 21:00 Swedbankstadion Malmö    | Lewicki 66' Antonsson 68'                   | 0 – 1 0 – 2 1 – 2 2 – 2             | 43' Pozuelo 54' Paintsil                            | Vuković Mæhle, Dewaest, Aidoo, Uronen Malinovskyi, Berge, Pozuelo (87' Heynen) Trossard, Samatta (74' Gano), Paintsil (55' Ndongala)     | 55' Uronen 71' Ndongala               |
| 13 december 2018 18:55 Luminus Arena Genk       | KRC Genk                                    | 4 – 0                               | Sarpsborg 08                                        | Vuković Mæhle, Dewaest, Aidoo, Uronen (76' Nastić) Pozuelo (66' Malinovskyi), Seck, Berge Trossard (81' Ndongala), Gano, Paintsil        | 29' Uronen                            |
| 13 december 2018 18:55 Luminus Arena Genk       | Gano 3' Paintsil 6' Berge 65' Aidoo 68'     | 1 – 0 2 – 0 3 – 0 4 – 0             |                                                     | Vuković Mæhle, Dewaest, Aidoo, Uronen (76' Nastić) Pozuelo (66' Malinovskyi), Seck, Berge Trossard (81' Ndongala), Gano, Paintsil        | 29' Uronen                            |

Groep I
| #  | Club         | GS | W | G | V | DV | DT | DS | PTN |
| -- | ------------ | -- | - | - | - | -- | -- | -- | --- |
| 1. | KRC Genk     | 6  | 3 | 2 | 1 | 14 | 8  | +6 | 11  |
| 2. | Malmö FF     | 6  | 2 | 3 | 1 | 7  | 6  | +1 | 9   |
| 3. | Beşiktaş     | 6  | 2 | 1 | 3 | 9  | 11 | −2 | 7   |
| 4. | Sarpsborg 08 | 6  | 1 | 2 | 3 | 8  | 13 | −5 | 5   |

#### Knock-outfase
| UEFA Europa League                          |              |                               |                                           | |                                        |
| Wedstrijddetails                            | Thuisploeg   | Uitslag                       | Uitploeg                                  | Opstelling | Kaarten                                |
| 1/16 finale                                 |              |                               |                                           | |                                        |
| 14 februari 2019 18:55 Sinobo Stadium Praag | Slavia Praag | 0 – 0                         | KRC Genk                                  | Vuković Mæhle, Dewaest, Aidoo, De Norre Heynen, Malinovskyi, Fiolić (58' Pozuelo) Trossard (88' Piotrowski), Samatta, Ndongala (70' Paintsil) | 27' Heynen 45' Malinovskyi 90' Samatta |
| 14 februari 2019 18:55 Sinobo Stadium Praag |              |                               |                                           | Vuković Mæhle, Dewaest, Aidoo, De Norre Heynen, Malinovskyi, Fiolić (58' Pozuelo) Trossard (88' Piotrowski), Samatta, Ndongala (70' Paintsil) | 27' Heynen 45' Malinovskyi 90' Samatta |
| 21 februari 2019 21:00 Luminus Arena Genk   | KRC Genk     | 1 – 4                         | Slavia Praag                              | Vuković (59' Jackers) Mæhle, Dewaest, Lucumí, De Norre (57' Uronen) Malinovskyi, Pozuelo, Heynen (30' Wouters) Trossard, Samatta, Ito         | 45+1' Wouters                          |
| 21 februari 2019 21:00 Luminus Arena Genk   | Trossard 11' | 1 – 0 1 – 1 1 – 2 1 – 3 1 – 4 | 24' Coufal 55' Traoré 65' Škoda 70' Škoda | Vuković (59' Jackers) Mæhle, Dewaest, Lucumí, De Norre (57' Uronen) Malinovskyi, Pozuelo, Heynen (30' Wouters) Trossard, Samatta, Ito         | 45+1' Wouters                          |

## Afbeeldingen

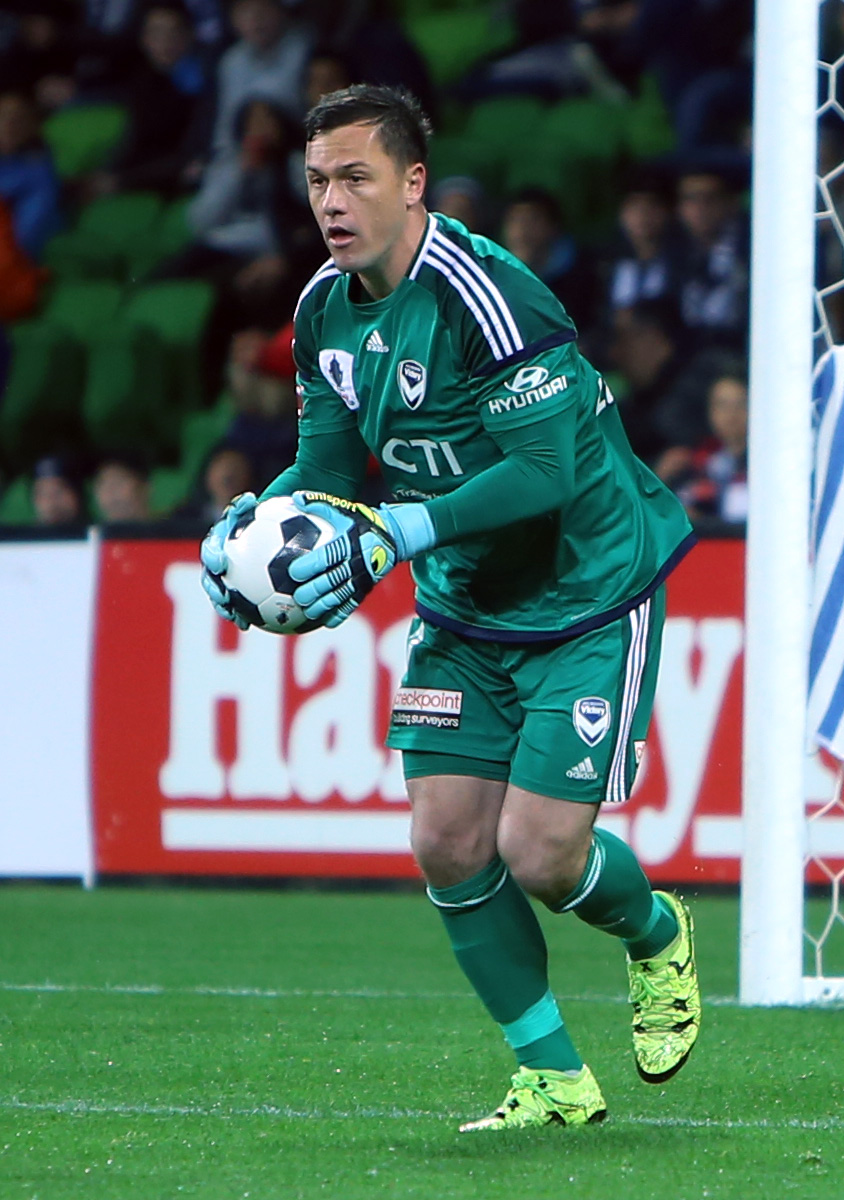
Danny Vukovic (doelman)
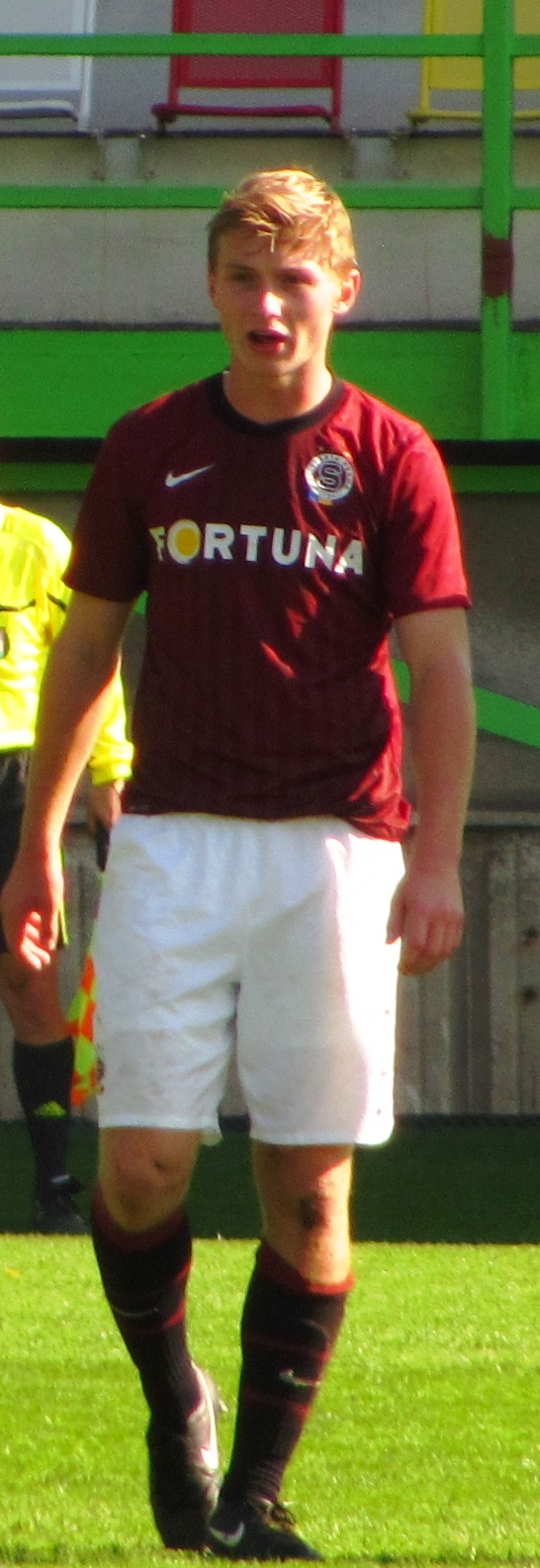
Jakub Brabec (verdediger)
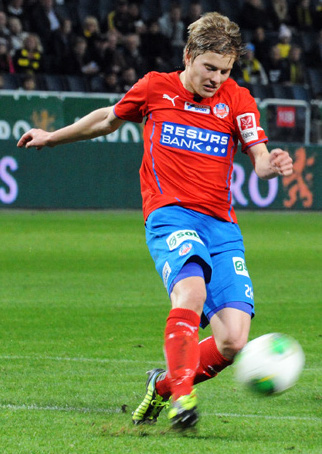
Jere Uronen (verdediger)
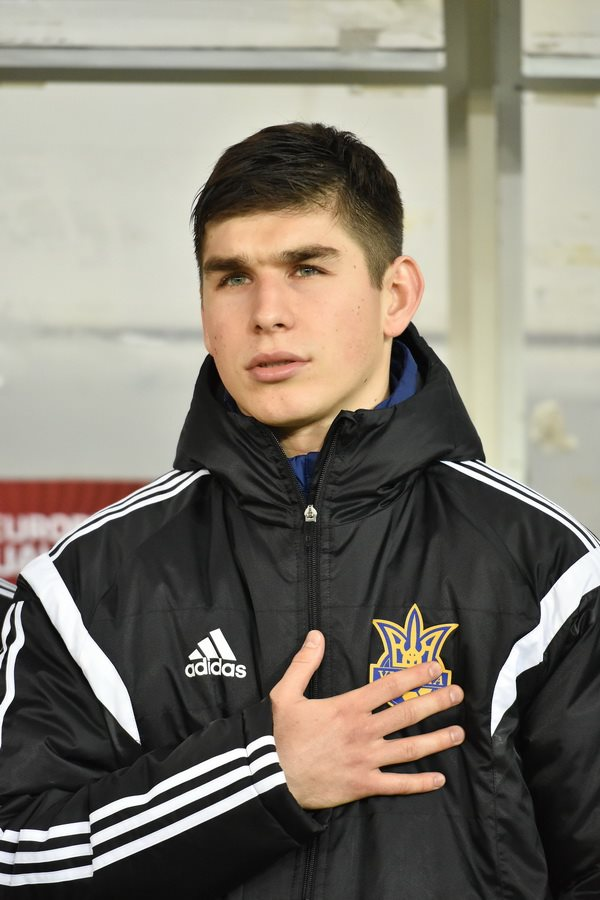
Roeslan Malinovski (middenvelder)
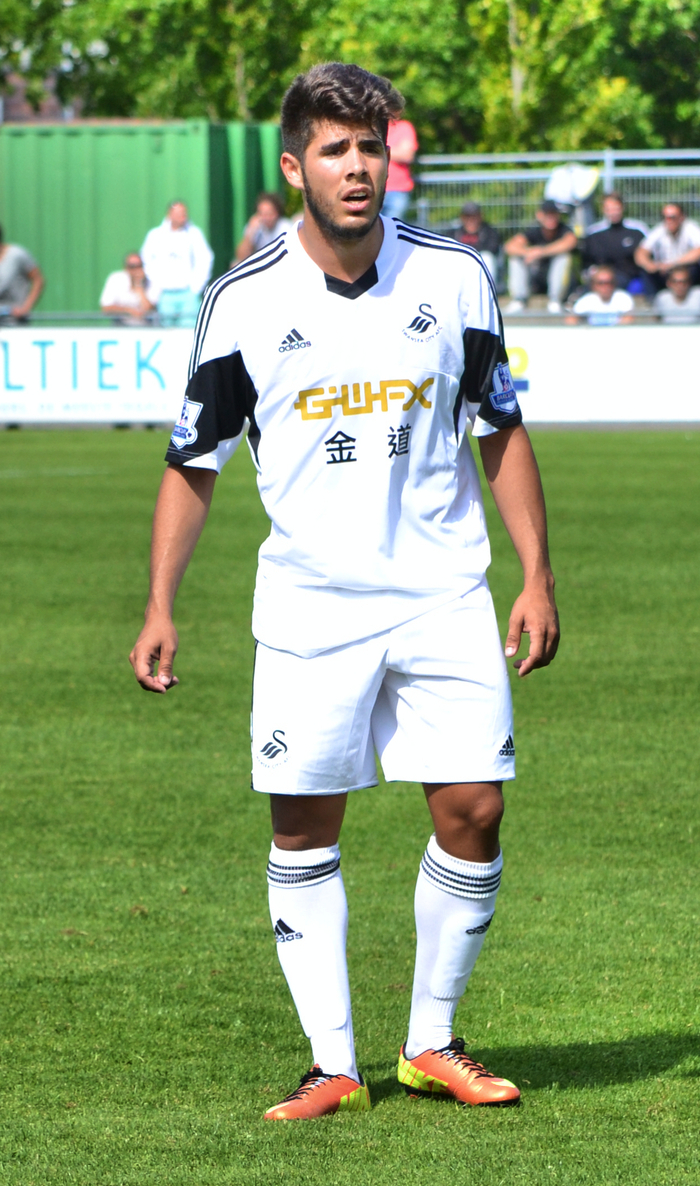
Alejandro Pozuelo (middenvelder)
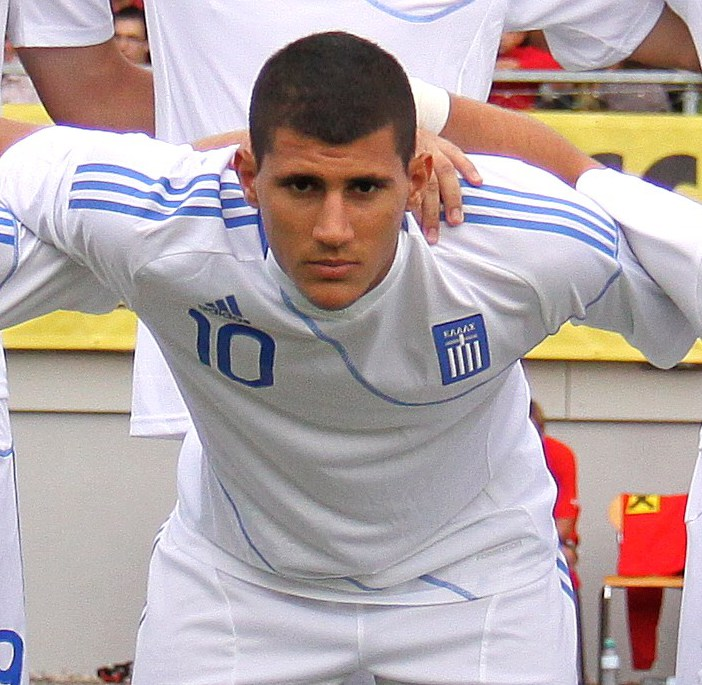
Nikos Karelis (aanvaller)

1988/89 · 1989/90 · 1990/91 · 1991/92 · 1992/93 · 1993/94 · 1994/95 · 1995/96 · 1996/97 · 1997/98 · 1998/99 · 1999/00 · 2000/01 · 2001/02 · 2002/03 · 2003/04 · 2004/05 · 2005/06 · 2006/07 · 2007/08 · 2008/09 · 2009/10 · 2010/11 · 2011/12 · 2012/13 · 2013/14 · 2014/15 · 2015/16 · 2016/17 · 2017/18 · 2018/19 · 2019/20 · 2020/21 · 2021/22 · 2022/23 · 2023/24 · 2024/25